# Caribbean Cup 1993
De Caribbean Cup 1993 was de 5de editie van het internationale voetbaltoernooi voor de leden van de Caraïbische Voetbalunie (CFU). Het toernooi werd van 21 mei tot en met 30 mei 1993 gehouden in Jamaica. Martinique won voor de eerste keer het toernooi nadat het in de finale gastland Jamaica versloeg na strafschoppen. Voordat het toernooi van start kon gaan konden landen zich kwalificeren door een kwalificatietoernooi. 
De twee finalisten van dit toernooi plaatsen zich voor de CONCACAF Gold Cup.

## Kwalificatie

### Deelnemers
| Ronde                      | Landen | Aantal |
| -------------------------- | --- | ------ |
| Starten in de Kwalificatie | Groep 1 - Saint Lucia - Saint Vincent en de Grenadines - Grenada - Dominica Groep 2 - Puerto Rico - Barbados - Guyana - Kaaimaneilanden Groep 3 - Suriname - Nederlandse Antillen - Aruba Groep 4 - Sint Maarten - Antigua en Barbuda - Anguilla Groep 5 - Saint Kitts en Nevis - Dominicaanse Republiek - Britse Maagdeneilanden Groep 6 - Martinique - Frans-Guyana - Guadeloupe | 20     |
| Start in Groepsfase        | - Jamaica (Gastland) - Trinidad en Tobago (Titelhouder) | 2      |

### Groep 1
| Team                           | Gsp | W | G | V | DV | DT | DS | Ptn |
| ------------------------------ | --- | - | - | - | -- | -- | -- | --- |
| Saint Lucia                    | 3   | 3 | 0 | 0 | 6  | 2  | +4 | 9   |
| Saint Vincent en de Grenadines | 3   | 1 | 1 | 1 | 3  | 2  | +1 | 4   |
| Grenada                        | 3   | 0 | 2 | 1 | 2  | 3  | –1 | 2   |
| Dominica                       | 3   | 0 | 1 | 2 | 3  | 7  | –4 | 1   |

|            |         |       |          |         |
| maart 1993 | Grenada | 1 – 1 | Dominica | Grenada |
| maart 1993 |         |       |          | Grenada |

|            |             |       |                                |         |
| maart 1993 | Saint Lucia | 1 – 0 | Saint Vincent en de Grenadines | Grenada |
| maart 1993 |             |       |                                | Grenada |

|            |         |       |                                |         |
| maart 1993 | Grenada | 1 – 1 | Saint Vincent en de Grenadines | Grenada |
| maart 1993 |         |       |                                | Grenada |

|            |             |       |          |         |
| maart 1993 | Saint Lucia | 4 – 2 | Dominica | Grenada |
| maart 1993 |             |       |          | Grenada |

|            |         |       |             |         |
| maart 1993 | Grenada | 0 – 1 | Saint Lucia | Grenada |
| maart 1993 |         |       |             | Grenada |

|            |                                |       |          |         |
| maart 1993 | Saint Vincent en de Grenadines | 2 – 0 | Dominica | Grenada |
| maart 1993 |                                |       |          | Grenada |

 Saint Vincent en de Grenadines plaatste zich ook omdat zij de plek innamen van  Suriname (winnaar groep 3), de reden is echter onduidelijk.

### Groep 2
| Team            | Gsp | W | G | V | DV | DT | DS  | Ptn |
| --------------- | --- | - | - | - | -- | -- | --- | --- |
| Puerto Rico     | 3   | 3 | 0 | 0 | 7  | 0  | +7  | 9   |
| Barbados        | 3   | 2 | 0 | 1 | 9  | 2  | +7  | 6   |
| Guyana          | 3   | 1 | 0 | 2 | 3  | 7  | –4  | 3   |
| Kaaimaneilanden | 3   | 0 | 0 | 3 | 3  | 13 | –10 | 0   |

|               |             |       |          |        |
| 11 maart 1993 | Puerto Rico | 1 – 0 | Barbados | Guyana |
| 11 maart 1993 | Dan Mueller |       |          | Guyana |

|               |                               |       |                 |        |
| 11 maart 1993 | Guyana                        | 3 – 2 | Kaaimaneilanden | Guyana |
| 11 maart 1993 | Floyd Cadogan Anthony Stanton |       | Anthony Ramoon  | Guyana |

|               |                            |       |        |        |
| 12 maart 1993 | Puerto Rico                | 2 – 0 | Guyana | Guyana |
| 12 maart 1993 | Brian Conlon Danny Mueller |       |        | Guyana |

|               |                              |       |                 |        |
| 12 maart 1993 | Barbados                     | 6 – 1 | Kaaimaneilanden | Guyana |
| 12 maart 1993 | Trevor Thorne Tyrone White ? |       | ?               | Guyana |

|               |                          |       |                 |        |
| 14 maart 1993 | Puerto Rico              | 4 – 0 | Kaaimaneilanden | Guyana |
| 14 maart 1993 | Brain Conlon Mark Lugris |       |                 | Guyana |

|               |                                |       |        |        |
| 14 maart 1993 | Barbados                       | 3 – 0 | Guyana | Guyana |
| 14 maart 1993 | Tyrone White (2) Trevor Thorne |       |        | Guyana |

### Groep 3
Suriname kwalificeerde zich aanvankelijk voor het toernooi nadat  Aruba en  Nederlandse Antillen zich hadden teruggetrokken, om onduidelijke redenen werd Suriname echter vervangen door  Saint Vincent en de Grenadines.

### Groep 4
| Team               | Gsp | W | G | V | DV | DT | DS | Ptn |
| ------------------ | --- | - | - | - | -- | -- | -- | --- |
| Sint Maarten       | 2   | 2 | 0 | 0 | 2  | 0  | +2 | 6   |
| Antigua en Barbuda | 2   | 1 | 0 | 1 | 4  | 1  | +3 | 3   |
| Anguilla           | 2   | 0 | 0 | 2 | 0  | 5  | –5 | 0   |

|            |          |       |                    |          |
| maart 1993 | Anguilla | 0 – 4 | Antigua en Barbuda | Anguilla |
| maart 1993 |          |       |                    | Anguilla |

|            |              |       |                    |          |
| maart 1993 | Sint Maarten | 1 – 0 | Antigua en Barbuda | Anguilla |
| maart 1993 |              |       |                    | Anguilla |

|            |          |       |              |          |
| maart 1993 | Anguilla | 0 – 1 | Sint Maarten | Anguilla |
| maart 1993 |          |       |              | Anguilla |

### Groep 5
| Team                   | Gsp | W | G | V | DV | DT | DS | Ptn |
| ---------------------- | --- | - | - | - | -- | -- | -- | --- |
| Saint Kitts en Nevis   | 2   | 1 | 1 | 0 | 7  | 3  | +4 | 4   |
| Dominicaanse Republiek | 2   | 1 | 1 | 0 | 5  | 3  | +2 | 4   |
| Britse Maagdeneilanden | 2   | 0 | 0 | 2 | 2  | 8  | –6 | 0   |

|            |                      |       |                        |                      |
| maart 1993 | Saint Kitts en Nevis | 2 – 2 | Dominicaanse Republiek | Saint Kitts en Nevis |
| maart 1993 |                      |       |                        | Saint Kitts en Nevis |

|            |                        |       |                        |                      |
| maart 1993 | Dominicaanse Republiek | 3 – 1 | Britse Maagdeneilanden | Saint Kitts en Nevis |
| maart 1993 |                        |       |                        | Saint Kitts en Nevis |

|            |                      |       |                        |                      |
| maart 1993 | Saint Kitts en Nevis | 5 – 1 | Britse Maagdeneilanden | Saint Kitts en Nevis |
| maart 1993 |                      |       |                        | Saint Kitts en Nevis |

### Groep 6
| Team         | Gsp | W | G | V | DV | DT | DS | Ptn |
| ------------ | --- | - | - | - | -- | -- | -- | --- |
| Martinique   | 2   | 2 | 0 | 0 | 6  | 2  | +4 | 6   |
| Frans-Guyana | 2   | 1 | 0 | 1 | 3  | 3  | 0  | 3   |
| Guadeloupe   | 2   | 0 | 0 | 2 | 2  | 6  | –4 | 0   |

|            |            |       |              |            |
| maart 1993 | Martinique | 2 – 1 | Frans-Guyana | Martinique |
| maart 1993 |            |       |              | Martinique |

|            |              |       |            |              |
| maart 1993 | Frans-Guyana | 2 – 1 | Guadeloupe | Frans Guyana |
| maart 1993 |              |       |            | Frans Guyana |

|            |            |       |            |            |
| maart 1993 | Guadeloupe | 1 – 4 | Martinique | Guadeloupe |
| maart 1993 |            |       |            | Guadeloupe |

## Gekwalificeerde landen
| Ploeg                          | Kwalificatie  | Aantal deelnames | Beste prestatie |
| ------------------------------ | ------------- | ---------------- | --------------- |
| Jamaica                        | Gastland      | 4                | Winnaar         |
| Trinidad en Tobago             | Kampioen 1992 | 4                | Winnaar         |
| Saint Lucia                    | nr. 1 Groep 1 | 2                | Derde           |
| Saint Vincent en de Grenadines | nr. 2 Groep 1 | 4                | Groepsfase      |
| Puerto Rico                    | nr. 1 Groep 2 | 1                | Debuut          |
| Sint Maarten                   | nr. 1 Groep 4 | 1                | Debuut          |
| Saint Kitts en Nevis           | nr. 1 Groep 5 | 1                | Debuut          |
| Martinique                     | nr. 1 Groep 6 | 3                | Derde           |

## Groepsfase

### Groep A
| Team                 | Ptn | Gsp | W | G | V | DV | DT | DS |
| -------------------- | --- | --- | - | - | - | -- | -- | -- |
| Jamaica              | 9   | 3   | 3 | 0 | 0 | 7  | 1  | +6 |
| Saint Kitts en Nevis | 4   | 3   | 1 | 1 | 1 | 4  | 6  | –2 |
| Puerto Rico          | 3   | 3   | 1 | 0 | 2 | 3  | 2  | +1 |
| Sint Maarten         | 1   | 3   | 0 | 1 | 2 | 2  | 7  | –5 |

|             |         |       |                      |         |
| 21 mei 1993 | Jamaica | 4 – 1 | Saint Kitts en Nevis | Jamaica |
| 21 mei 1993 |         |       |                      | Jamaica |

|             |             |       |              |         |
| 21 mei 1993 | Puerto Rico | 3 – 0 | Sint Maarten | Jamaica |
| 21 mei 1993 |             |       |              | Jamaica |

|             |         |       |              |         |
| 23 mei 1993 | Jamaica | 2 – 0 | Sint Maarten | Jamaica |
| 23 mei 1993 |         |       |              | Jamaica |

|             |                      |       |             |         |
| 23 mei 1993 | Saint Kitts en Nevis | 1 – 0 | Puerto Rico | Jamaica |
| 23 mei 1993 |                      |       |             | Jamaica |

|             |                      |       |              |         |
| 25 mei 1993 | Saint Kitts en Nevis | 2 – 2 | Sint Maarten | Jamaica |
| 25 mei 1993 |                      |       |              | Jamaica |

|             |         |       |             |         |
| 25 mei 1993 | Jamaica | 1 – 0 | Puerto Rico | Jamaica |
| 25 mei 1993 |         |       |             | Jamaica |

### Groep B
| Team                           | Ptn | Gsp | W | G | V | DV | DT | DS |
| ------------------------------ | --- | --- | - | - | - | -- | -- | -- |
| Martinique                     | 9   | 3   | 3 | 0 | 0 | 7  | 2  | +5 |
| Trinidad en Tobago             | 4   | 3   | 1 | 1 | 1 | 7  | 5  | +2 |
| Saint Vincent en de Grenadines | 3   | 3   | 1 | 0 | 2 | 5  | 8  | –3 |
| Saint Lucia                    | 1   | 3   | 0 | 1 | 2 | 3  | 7  | –4 |

|             |            |       |             |         |
| 21 mei 1993 | Martinique | 2 – 0 | Saint Lucia | Jamaica |
| 21 mei 1993 |            |       |             | Jamaica |

|             |                                |       |                    |         |
| 21 mei 1993 | Saint Vincent en de Grenadines | 1 – 4 | Trinidad en Tobago | Jamaica |
| 21 mei 1993 |                                |       |                    | Jamaica |

|             |            |       |                                |         |
| 23 mei 1993 | Martinique | 3 – 0 | Saint Vincent en de Grenadines | Jamaica |
| 23 mei 1993 |            |       |                                | Jamaica |

|             |             |       |                    |         |
| 23 mei 1993 | Saint Lucia | 1 – 1 | Trinidad en Tobago | Jamaica |
| 23 mei 1993 |             |       |                    | Jamaica |

|             |                                |       |             |         |
| 25 mei 1993 | Saint Vincent en de Grenadines | 4 – 1 | Saint Lucia | Jamaica |
| 25 mei 1993 |                                |       |             | Jamaica |

|             |            |       |                    |         |
| 25 mei 1993 | Martinique | 3 – 2 | Trinidad en Tobago | Jamaica |
| 25 mei 1993 |            |       |                    | Jamaica |

## Knockoutfase
|  | halve finale         | halve finale     |       |                    | finale               | finale |
|  |                      |                  |       |                    |                      |        |
|  | 28 mei – Jamaica     |                  |       |                    |                      |        |
|  | Jamaica              | 3                |       |                    |                      |        |
|  | Trinidad en Tobago   | 0                |       |                    |                      |        |
|  |                      |                  |       |                    |                      |        |
|  |                      |                  |       |                    | 30 mei – Jamaica     |        |
|  |                      |                  |       |                    | Jamaica              | 0 (5)  |
|  |                      | Martinique       | 0 (6) |                    |                      |        |
|  |                      |                  |       |                    |                      |        |
|  |                      |                  |       |                    | derde plaats         |        |
|  | 28 mei – Jamaica     | 28 mei – Jamaica |       | 30 mei – Jamaica   | 30 mei – Jamaica     |        |
|  | Martinique           | 1 (4)            |       | Trinidad en Tobago | 3                    |        |
|  | Saint Kitts en Nevis | 1 (3)            |       |                    | Saint Kitts en Nevis | 2      |

### Halve Finale
|             |                                                     |       |                    |         |
| 28 mei 1993 | Jamaica                                             | 3 – 0 | Trinidad en Tobago | Jamaica |
| 28 mei 1993 | Paul Davis 19' Winston Anglin 60' Roderick Reid 89' |       |                    | Jamaica |

|             |                                     |                                  |                                         |         |
| 28 mei 1993 | Martinique Jean-Michel Modestin 18' | 1 – 1 (n.v.) Strafschoppen 4 – 3 | Saint Kitts en Nevis Austin Huggins 89' | Jamaica |
| 28 mei 1993 |                                     |                                  |                                         | Jamaica |

### Troostfinale
|             |                                                              |       |                      |                                                           |
| 30 mei 1993 | Trinidad en Tobago                                           | 3 – 2 | Saint Kitts en Nevis | Nationaal Stadion Kingston (Jamaica) Toeschouwers: 25.467 |
| 30 mei 1993 | Lester Felician 23' Colvin Hutchinson 54' Arnold Dwarika 63' |       |                      | Nationaal Stadion Kingston (Jamaica) Toeschouwers: 25.467 |

### Finale
|             |            |                                  |         |         |
| 30 mei 1993 | Martinique | 0 – 0 (n.v.) Strafschoppen 6 – 5 | Jamaica | Jamaica |
| 30 mei 1993 |            |                                  |         | Jamaica |

| Kampioen Caribbean Cup 1993 |
| --------------------------- |
|                             |
| MARTINIQUE 1e titel         |

 Martinique en  Jamaica gekwalificeerd voor de CONCACAF Gold Cup.